# Mersinho Lucena
Francisco Emerson Assis de Lucena (João Pessoa, 8 de Fevereiro de 1981), mais conhecido como Mersinho Lucena é um empresário e político brasileiro, filiado ao PP. Atualmente exerce o cargo de deputado federal pelo estado da Paraíba, tendo sido eleito nas eleições de 2022.

## Biografia
Mersinho Lucena começou sua carreira política em 2020, quando se tornou vice-prefeito pelo Republicanos da cidade de Cabedelo, localizada na região metropolitana de João Pessoa, estado da Paraíba.
Em 2022, se filiou ao PP e se candidatou à deputado federal pela Paraíba, sendo eleito com a votação de 114.818 votos (5,18%), na eleição Mersinho foi o quarto deputado federal mais votado do estado.
Mersinho Lucena é filho do atual prefeito de João Pessoa, capital da Paraíba, Cícero Lucena Filho, que já exerceu diversos cargos como governador da Paraíba, senador da república e também prefeito de João Pessoa no passado, também é filho de Maria Lauremilia Assis de Lucena, que foi vice-governadora do estado da Paraíba durante o primeiro governo de Cássio Cunha Lima. Mersinho Lucena é sobrinho-neto de Humberto Coutinho de Lucena que também já exerceu diversos cargos como senador da república pela Paraíba, presidente do senado federal, deputado federal e deputado estadual, ambos pelo estado da Paraíba. Também é parente distante de Sólon Barbosa de Lucena ex governador da Paraíba e de Henrique Pereira de Lucena, o barão de Lucena.